# 11 січня
11 січня — 11-й день року в григоріанському календарі. До кінця року залишається 354 дні (355 днів — у високосні роки).

## Свята і пам'ятні дні

### Міжнародні
- Всесвітній день «дякую»

### Національні
- Албанія: День республіки (з 1946 року)
- Туніс: День захисту дітей.
- Марокко: День маніфесту Незалежності.
- Шотландія: Переддень Старого Нового року[1].

### Релігійні
- Карменталія (Рим)

#### Західне християнство
- Пам'ять папи Гігіна;
- Пам'ять святих Анастасія Суппентонійського[en], Віталія Газійського[en], Гонорати Павійської[pl], Левкія Бриндізького[en], Павліна ІІ Аквілейського, Теодосія Каппадокого, Томмазо да Корі[en].

#### Східне християнство[2]
- Пам'ять святого Теодосія Великого, спільних житій начальника;
- Пам'ять преподобного Теодосія Антіохійського[ru];
- Єлецької ікони Божої Матері.

## Іменини
✝  Католицькі: Віталій, Гонората, Левкій, Павлін, Теодосій, Томмазо.
✙ Православні: Феодосій.

## Події
- 49 до н. е. — Юлій Цезар перейшов Рубікон разом зі своєю армією, ввівши Римську республіку в стан війни
- 630 — мусульмани на чолі з пророком Магометом завоювали[en] Мекку в курайшитів (вірогідна дата)
- 1569 — перша згадана в історії лотерея в Англії. Відбулася в будівлі собору Св. ПавлаВиверження вулкана Етна, малюнок Себастьяна Мюнстера (1488—1552)
- 1693 — землетрус та цунамі на Сицилії пошкодили 70 міст та спричинили близько 60 тис. жертв.
- 1759 — у Філадельфії (штат Пенсільванія) почала роботу перша у США страхова компанія.
- 1775 — вперше в США єврей (Френсіс Сальвадор) був обраний на державну посаду. Це сталося в штаті Південна Кароліна.
- 1785 — Нью-Йорк став столицею США (до 1790).
- 1787 — Вільям Гершель відкрив два супутники планети Уран — Титанію та Оберон.
- 1803 — Монро і Лівінгстон вирушили в морську подорож із США в Париж, маючи на меті купити Новий Орлеан, внаслідок чого США придбали весь штат Луїзіана.
- 1863 — закінчення триденної Битви за Форт Хіндман, Арканзас.
- 1864 — У Лондоні відкрився вокзал Чарінг Крос.
- 1909 — із Нью-Йорка у Філадельфію вирушають учасниці перших жіночих автоперегонів.
- 1919 — у Радянській Росії введена продрозверстка (обов'язкова здача селянами державі надлишків хліба).
- 1922 — у Торонто (Канада) завдяки науковій роботі Ф. Бантинга, Ч. Беста і Дж. Маклеода вперше застосований інсулін для лікування діабету: 14-річний канадець Леонард Томпсон став першою у світі людиною, яку врятували за допомогою інсуліну.
- 1923 — у зв'язку з невиплатою Німеччиною репарацій, встановлених Версальським договором, французькі та бельгійські війська зайняли Рурську область, де видобувалось 70 % німецького вугілля.
- 1935 — американка Амелія Ерхарт розпочала переліт через Тихий океан. Вона першою у світі самостійно подолала відстань від Гавайських островів до Окленду, штат Каліфорнія.
- 1946 — в Албанії скасована монархія і проголошена народна соціалістична республіка, якою до 1985 р. керував сталініст Енвер Ходжа.
- 1971 — американський журналіст Дон Гефлер започаткував термін Кремнієва долина, коли він почав публікувати серію статей під назвою «Кремнієва долина США».
- 1972 — після перемоги у війні за незалежність Східний Пакистан перейменований на Бангладеш.
- 1981 — команда з трьох британців під керівництвом сера Ренальфа Фіннеса завершила найдовшу за відстанню і найкоротшу за тривалістю експедицію через Антарктику, досягнувши базу Скотта після 75 днів шляху; було пройдено 2 тисячі 500 миль.
- 1994 — уряд Ірландії скасував заборону на теле- і радіомовлення представників ІРА та Шинн Фейн. У Північній Ірландії відповідна заборона скасована 16 вересня.

## Народились
Дивись також Категорія:Народились 11 січня
- 347 — Феодосій I Великий (пом. 395), останній імператор єдиної Римської імперії (379-395).
- 1503 — Франческо Парміджаніно, італійський живописець, представник маньєризму.
- 1545 — Гвідобальдо дель Монте, італійський математик, астроном, філософ, механік. Був другом і покровителем Галілея.
- 1638 — Ніколас Стено, данський анатом і геолог.
- 1755 — Александер Гамільтон, один з батьків-засновників США, перший секретар казначейства США.
- 1757 — Семюель Бентам, британський інженер-механік, корабельний інженер.
- 1775 — Луїс де Ласі, іспанський політичний діяч; учасник Іспанської революції 1808—14; генерал.
- 1807 — Езра Корнелл, американський бізнесмен, винахідник, філантроп. Поряд з Андрю Діксоном Уайтом є співзасновником Корнелльського університету.
- 1815 — Джон Александр Мак-Дональд, перший прем'єр-міністр Канади (1867–1873, 1878–1891 рр.)
- 1825 — Бейярд Тейлор (пом. 1878), американський дипломат, журналіст, поет, перекладач, літературний критик.
- 1831 — Джеймс Чалмерс (пом. 1898), американський юрист і політик, учасник Громадянської війни в США в званні генерала.
- 1842 — Вільям Джеймс, американський психолог і філософ, один із найвидатніших представників прагматизму, за освітою лікар. Старший брат письменника Генрі Джеймса.
- 1848 — Василь Нагірний, український галицький архітектор та громадський діяч.
- 1859 — Джордж Керзон, британський політик, який визначив у 1919 році східну межу польських земель — «Лінію Керзона». Саме вона стала основою для сучасного українсько-польського кордону.
- 1870 — Александр Стірлінг Колдер, американський скульптор і педагог. Син скульптора Александра Мілна Колдера, батько скульптора Александра (Сенді) Колдера. Найбільш відомі твори: статуя Джорджа Вашингтона на арці на Вашингтон-сквер в Нью-Йорку, меморіальний фонтан Свона в Філадельфії і меморіал Лейфа Ерікссона в Рейк'явіку, Ісландія.
- 1875 — Рейнгольд Глієр, український і російський композитор німецько-польського походження, диригент, педагог, музично-громадський діяч.
- 1898 — Петро Ванченко, український письменник.
- 1906 — Йосиф Кладочний, український греко-католицький священник, близький друг Андрея Шептицького
- 1906 — Альберт Гофманн, швейцарський хімік і літератор, широко відомий як «батько-винахідник» наркотику ЛСД.Василь Кук (2007)
- 1912 — Нуріє Джетере, кримськотатарська акторка, танцівниця[3].
- 1913 — Василь Кук, український військовий діяч, генерал-хорунжий, головнокомандувач УПА з 1950 (після загибелі Р. Шухевича).
- 1958 — Ірина Дерюгіна, заслужений майстер спорту СРСР з художньої гімнастики.
- 1958 — Тревор Тейлор, співак, музикант, музичний продюсер, автор пісень, один з лід-вокалістів гурту Bad Boys Blue.
- 1972 — Аманда Піт, американська кіноакторка («Дев'ять ярдів», «Кохання за правилами і без», «Більше, ніж любов»).
- 1983 — Адріан Сутіл, німецький автогонщик, пілот Формули-1
- 1985 — Кадзукі Накадзіма, японський автогонщик, пілот Формули-1

## Померли
Дивись також Категорія:Померли 11 січня
- 1055 — Костянтин IX Мономах, візантійський імператор. У 1043 відбувся останній похід київської дружини на чолі з Володимиром Ярославичем на Константинополь, що завершився укладенням в 1046-47 мирного договору між Візантією і Київською Руссю, який був закріплений шлюбом сина Ярослава Мудрого Всеволода з родичкою (можливо дочкою) Констянтина IX Мономаха Анною (Марією).
- 1494 — Доменіко Гірландайо, італійський художник доби Раннього Відродження, представник флорентійської школи.
- 1647 — Петро Могила, святий, політичний, церковний і освітній діяч України, з 1633 по 1647 роки митрополит Київський і Галицький (*1596).
- 1649 — Павло (Овлучинський), ЧСВВ, архимандрит Кобринський, єпископ-коад'ютор Перемисько-Самбірсько-Сяноцької єпархії Руської унійної церкви
- 1762 — Луї-Франсуа Рубільяк, французький скульптор, який працював в Англії; один з чотирьох найвідоміших скульпторів Лондону, представників рококо.
- 1801 — Доменіко Чімароза, італійський композитор, один з найбільших представників опери-буф.
- 1837 — Франсуа Жерар, французький художник і графік доби класицизму та ампіру.
- 1843 — Френсіс Скотт Кі, американський юрист та поет, автор тексту державного Гімну США
- 1888 — Осип-Юрій Федькович (Гординський), письменник романтичного напряму, автор віршів, балад, поем.
- 1901 — Степан Ніс, український фольклорист, етнограф і письменник
- 1916 — Лесь Мартович український письменник-сатирик, правник і громадський діяч, доктор права (*1871).
- 1928 — Томас Гарді, англійський романіст, новеліст та поет.
- 1938 — Георгій Лангемак, український радянський учений, один із піонерів ракетної техніки й один з основних авторів реактивного міномета «Катюша». Увів у науковий обіг термін «космонавтика». Репресований.
- 1941 — Емануїл Ласкер, німецький шахіст, математик і філософ. Другий чемпіон світу з шахів. Володів титулом 27 років, що є досі непобитим рекордом.
- 1966 — Альберто Джакометті, швейцарський скульптор, живописець і графік, один із найбільших майстрів XX століття. Брат архітектора Бруно Джакометті.
- 1998 — Борис Нечерда, український поет-шістдесятник.
- 2002 — Анрі Верней, французький режисер і сценарист.
- 2003 — Моріс Піала, французький кінорежисер, сценарист та актор.
- 2008 — Едмунд Гіларі, новозеландський дослідник та альпініст, першим разом з Тенсінгом Норгеєм підкорив Еверест (1953 р.).
- 2009 
  - Сіґео Фукуда, японський скульптор, графік, один з найцікавіших дизайнерів XX століття.
  - Мілан Руфус, словацький поет, перекладач, есеїст.
- 2010 — Ерік Ромер, французький кінорежисер.
- 2014 — Арієль Шарон, військовик та політик, прем'єр-міністр Ізраїлю.
- 2015 — Аніта Екберг, шведська фотомодель, актриса і секс-символ.